# 大崎市松山酒ミュージアム

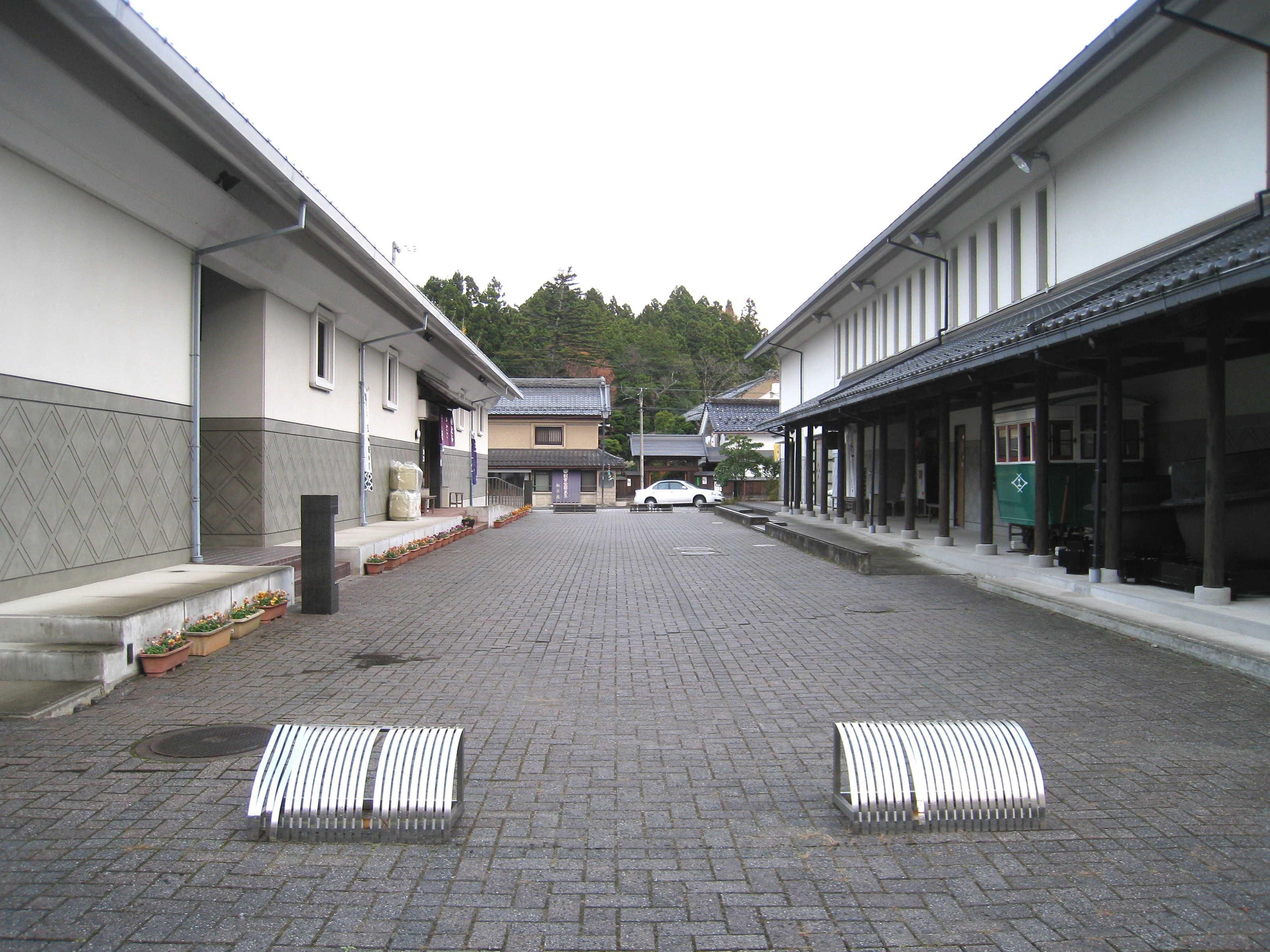
酒ミュージアム（右）と華の蔵（左）

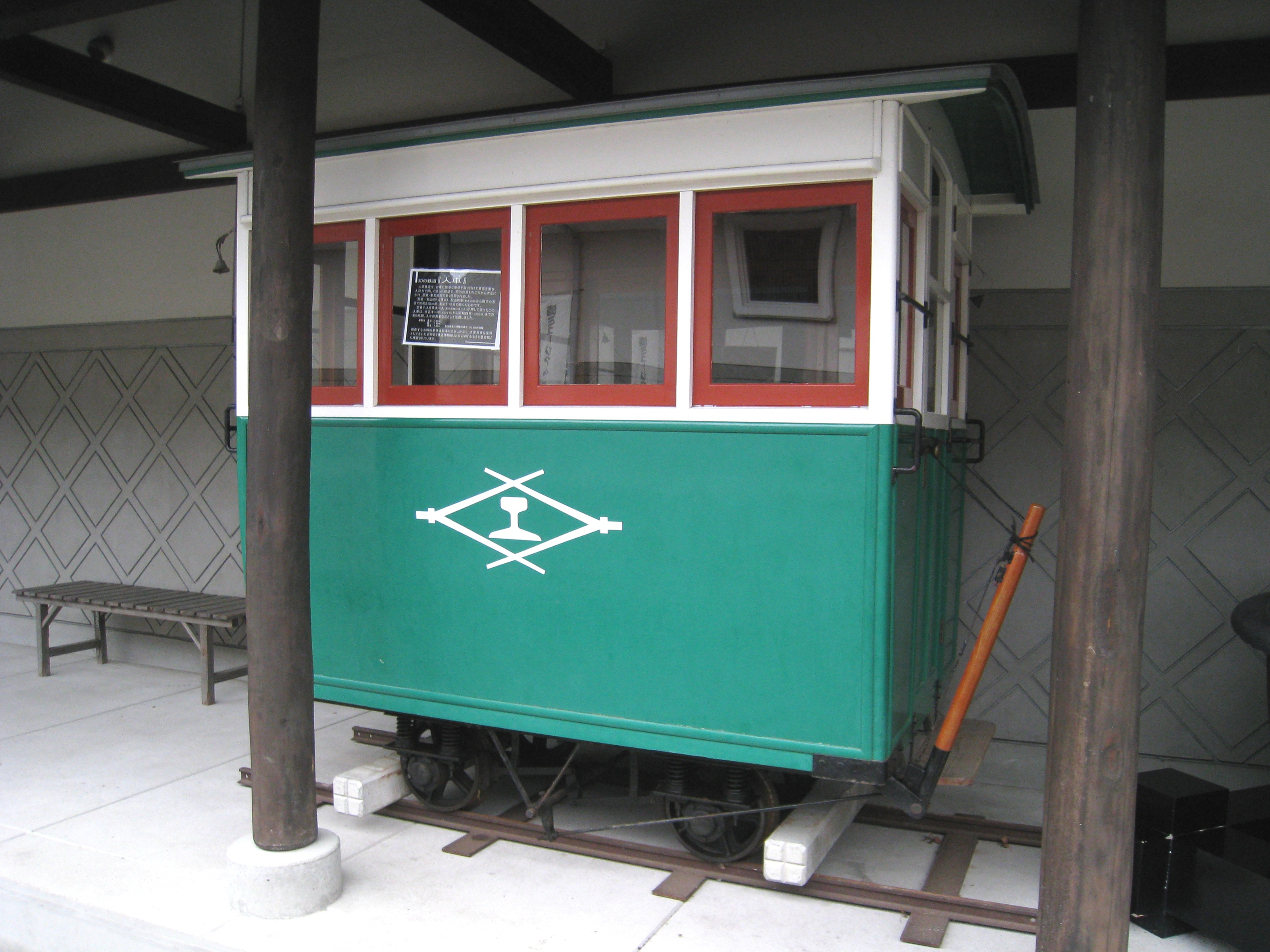
複製された松山人車軌道の人車

大崎市松山酒ミュージアム（おおさきしまつやまさけミュージアム）は、宮城県大崎市にある博物館である。
本項では、酒ミュージアムに隣接している観光施設である大崎市松山華の蔵（おおさきしまつやまはなのくら）についても記述する。

## 概要
かつて茂庭氏の城下町として栄え、良質のコメや水に恵まれて1830年代に醸造業が起こり、また発展した歴史を持つ大崎市の松山地域に位置する酒ミュージアムは、館内に酒造りの道具や酒造行程を説明するパネルなどの展示と、ヤマタノオロチ退治を元にしたアニメの上映を行うシアターなどがあり、大崎市に本社を置く日本酒製造業者である株式会社一ノ蔵の全面的な協力の下で、地元の酒造りを紹介している。また酒ミュージアムに隣接している華の蔵では、地元特産品の日本酒などが販売されている。
また酒ミュージアムの軒下には、かつて市内で運行されていた人車のレプリカが、一部期間を除いて展示されている。人車軌道とは車夫が押すことによって車両である人車を動かす鉄道であり、市内において1922年から1928年まで運行されていた松山人車軌道は、酒ミュージアム付近と東北本線の松山町駅を結んでいた。レプリカ人車は、大崎市松山御本丸公園（コスモス園）でコスモス祭り開催時に行われる人車軌道の運行に使用すべく製作されたものであり、開催期間以外は酒ミュージアムに展示されている。レプリカ人車の詳細は松山人車軌道#現存車両を参照。
酒ミュージアム及び華の蔵は、大崎市が「大崎市松山酒ミュージアム条例」及び「大崎市松山華の蔵条例」に基づき、醸造発酵技術や地域資源を利用した産業振興を企図して設置している施設である。地方自治法第244条の規定に基づく指定管理者制度を導入しており、2009年4月1日から2014年3月31日までの指定管理者に指定された株式会社一ノ蔵が、両施設の管理・運営を行っている。
両施設の外観は酒蔵を模しており、酒ミュージアムの建物は鉄筋コンクリート造の2階建てで、延べ床面積は約600平方メートルとなっている。

## 歴史
酒ミュージアム及び華の蔵は、1995年3月25日に松山町（現・大崎市）が新たな観光拠点とすべく開設したもので、約4億3000万円の総事業費を投じられており、2006年3月31日に行われた新設合併によって大崎市の施設となった。
両施設の管理・運営は開設以来、松山町地域振興公社が行っていたものの、2006年の新設合併に伴って公社が解散することとなったため、指定管理者制度を導入して管理・運営を民間に任せることとなり、指定管理者に選定された株式会社一ノ蔵が2006年4月1日から管理・運営を行っている。

## 利用情報
休館日
毎週月曜日
開館時間
9:30 〜 17:00
入館料
大人 300円（400円）
小中高校生 200円（200円）
（）内は隣接している大崎市松山ふるさと歴史館との共通券